# Великоолександрівська селищна рада
Великоолекса́ндрівська се́лищна ра́да — орган місцевого самоврядування Великоолександрівської селищної громади Бериславського району Херсонської області. Розміщується в селищі міського типу Велика Олександрівка.

## Загальні відомості
- Територія ради: 8,318 км²
- Населення ради: 7 937 осіб (станом на 2001 рік)
- Територією ради протікає річка Інгулець

## Населені пункти
Селищній раді підпорядковані населені пункти:
- смт Велика Олександрівка
- с. Твердомедове

## Склад ради
Рада складається з 35 депутатів та голови.
- Голова ради: Захаренко Костянтин Олександрович

### Керівний склад попередніх скликань
| Прізвище, ім'я, по батькові       | Основні відомості                                                               | Дата обрання | Дата звільнення |
| --------------------------------- | ------------------------------------------------------------------------------- | ------------ | --------------- |
| Захаренко Костянтин Олександрович | Селищний голова, 1962 року народження, освіта вища, член Народного Руху України | 26.03.2006   | 31.10.2010      |
| Захаренко Костянтин Олександрович | Селищний голова, 1962 року народження, освіта вища, член Народного Руху України | 31.10.2010   | 25.10.2015      |

Примітка: таблиця складена за даними сайту Верховної Ради України

### Депутати
За результатами місцевих виборів 2010 року депутатами ради стали:

#### За суб'єктами висування
| Суб'єкт висування                                       | Кількість обраних депутатів | %    |
| ------------------------------------------------------- | --------------------------- | ---- |
| Партія регіонів                                         | 10                          | 28,6 |
| Політична партія Народний Рух України                   | 6                           | 17,1 |
| Комуністична партія України                             | 5                           | 14,3 |
| Політична партія Всеукраїнське об'єднання «Батьківщина» | 5                           | 14,3 |
| Самовисування                                           | 4                           | 11,4 |
| Народна партія                                          | 2                           | 5,7  |
| Політична партія «Наша Україна»                         | 1                           | 2,9  |
| Політична партія «Сильна Україна»                       | 1                           | 2,9  |
| Політична партія «Третя Сила»                           | 1                           | 2,9  |

#### За округами
| № округу                                                | Прізвище, ім'я, по батькові       | Дата визнання обраним | Освіта  | Партійна приналежність                        | Відомості про обраного депутата                                    |
| ------------------------------------------------------- | --------------------------------- | --------------------- | ------- | --------------------------------------------- | ------------------------------------------------------------------ |
| Комуністична партія України                             |                                   |                       |         |                                               |                                                                    |
| 5                                                       | Захаренко Валентин Васильович     | 02.11.2010            | вища    | член Комуністичної партії України             | пенсіонер                                                          |
| 10                                                      | Барановська Людмила Іванівна      | 02.11.2010            | вища    | член Комуністичної партії України             | Національна акціонерна страхова компанія «Оранта», страховий агент |
| 19                                                      | Яцушко Тамара Романівна           | 02.11.2010            | середня | член Комуністичної партії України             | пенсіонер                                                          |
| 21                                                      | Гранов Анатолій Миколайович       | 02.11.2010            | вища    | член Комуністичної партії України             | приватне підприємство                                              |
| 34                                                      | Гандзій Василь Іванович           | 02.11.2010            | вища    | член Комуністичної партії України             | пенсіонер                                                          |
| Народна Партія                                          |                                   |                       |         |                                               |                                                                    |
| 2                                                       | Бакай Іван Іванович               | 02.11.2010            | середня | член Народної партії                          | ВАТ «Херсонгаз», слюсар                                            |
| 16                                                      | Карпюк Віра Іванівна              | 02.11.2010            | вища    | позапартійна                                  | пенсіонер                                                          |
| Партія регіонів                                         |                                   |                       |         |                                               |                                                                    |
| 4                                                       | Засядько Олег Володимирович       | 02.11.2010            | вища    | член Партії регіонів                          | Управління праці та соціального захисту населення, начальник       |
| 13                                                      | Єрмоченко Лариса Анатоліївна      | 02.11.2010            | вища    | член Партії регіонів                          | Великоолександрівська селищна рада, секретар                       |
| 20                                                      | Тонконог Валентин Володимирович   | 02.11.2010            | вища    | член Партії регіонів                          | ВАТ «Херсонгаз», головний бухгалтер                                |
| 23                                                      | Нікуліна Людмила Олексіївна       | 02.11.2010            | вища    | член Партії регіонів                          | загальноосвітня школа № 1, вчитель                                 |
| 24                                                      | Рись Світлана Іванівна            | 02.11.2010            | вища    | член Партії регіонів                          | тимчасово не працює                                                |
| 27                                                      | Россол Наталія Сергіївна          | 02.11.2010            | вища    | член Партії регіонів                          | Управління Пенсійного фонду, завідувач сектору                     |
| 28                                                      | Коротіна Олена В'ячеславівна      | 02.11.2010            | середня | член Партії регіонів                          | «Маркет», продавець                                                |
| 30                                                      | Гончаренко Микола Миколайович     | 02.11.2010            | вища    | член Партії регіонів                          | ВАТ «Херсонгаз», інженер                                           |
| 31                                                      | Рись Віктор Веремійович           | 02.11.2010            | середня | позапартійний                                 | СДПЧ — 17, водій                                                   |
| 35                                                      | Коваленко Олег Вікторович         | 02.11.2010            | вища    | член Партії регіонів                          | залізниця, електромонтер                                           |
| Політична партія Всеукраїнське об'єднання «Батьківщина» |                                   |                       |         |                                               |                                                                    |
| 8                                                       | Надточій Володимир Миколайович    | 02.11.2010            | середня | член Всеукраїнського об'єднання «Батьківщина» | ПП «Надточій», експедитор                                          |
| 15                                                      | Тімошин Олександр Миколайович     | 02.11.2010            | вища    | член Всеукраїнського об'єднання «Батьківщина» | пенсіонер                                                          |
| 29                                                      | Легуша Катерина Михайлівна        | 02.11.2010            | вища    | член Всеукраїнського об'єднання «Батьківщина» | пенсіонер                                                          |
| 32                                                      | Рябоконь Віра Григорівна          | 02.11.2010            | вища    | позапартійна                                  | пенсіонер                                                          |
| 33                                                      | Масинець Галина Іванівна          | 02.11.2010            | вища    | позапартійна                                  | ЦРЛ, головна медсестра                                             |
| Політична партія Народний Рух України                   |                                   |                       |         |                                               |                                                                    |
| 1                                                       | Бакай Олександр Борисович         | 02.11.2010            | середня | член Народного Руху України                   | магазин «Бджілка», продавець                                       |
| 6                                                       | Токар Юрій Леонідович             | 02.11.2010            | вища    | член Народного Руху України                   | фермерське господарство «Фала», голова                             |
| 11                                                      | Мудра Людмила Василівна           | 02.11.2010            | вища    | позапартійна                                  | дошкільний навчальний заклад № 1, завідувач                        |
| 17                                                      | Захаренко Олександр Олександрович | 02.11.2010            | вища    | член Народного Руху України                   | Херсонський НКК, майстер виробничого навчання                      |
| 18                                                      | Головко Микола Миколайович        | 02.11.2010            | вища    | позапартійний                                 | фермерське господарство «Фортуна», голова                          |
| 26                                                      | Лещенко В'ячеслав Володимирович   | 02.11.2010            | середня | член Народного Руху України                   | фермерське господарство «Надія», голова                            |
| Політична партія «Наша Україна»                         |                                   |                       |         |                                               |                                                                    |
| 7                                                       | Копил Едуард Петрович             | 02.11.2010            | середня | член Політичної партії «Наша Україна»         | УТМР, єгер                                                         |
| Політична партія «Сильна Україна»                       |                                   |                       |         |                                               |                                                                    |
| 14                                                      | Величко Сергій Миколайович        | 02.11.2010            | вища    | член Політичної партії «Сильна Україна»       | АЗС ПП «Величко»                                                   |
| Політична партія «Третя Сила»                           |                                   |                       |         |                                               |                                                                    |
| 22                                                      | Ковалевич Володимир Васильович    | 02.11.2010            | вища    | член Політичної партії «Третя Сила»           | «Злагода», голова правління                                        |
| Самовисування                                           |                                   |                       |         |                                               |                                                                    |
| 3                                                       | Дурбак Віктор Миколайович         | 26.12.2010            | вища    | член Партії «Справедливість»                  | пенсіонер                                                          |
| 9                                                       | Соколенко Олександр Миколайович   | 02.11.2010            | вища    | позапартійний                                 | загальноосвітня школа № 1, завгосп                                 |
| 12                                                      | Жаркова Людмила Іванівна          | 02.11.2010            | вища    | позапартійна                                  | приватне підприємство                                              |
| 25                                                      | Тєтєрєв Ігор Анатолійович         | 02.11.2010            | вища    | позапартійний                                 | приватне підприємство                                              |